# Marten van Cleve

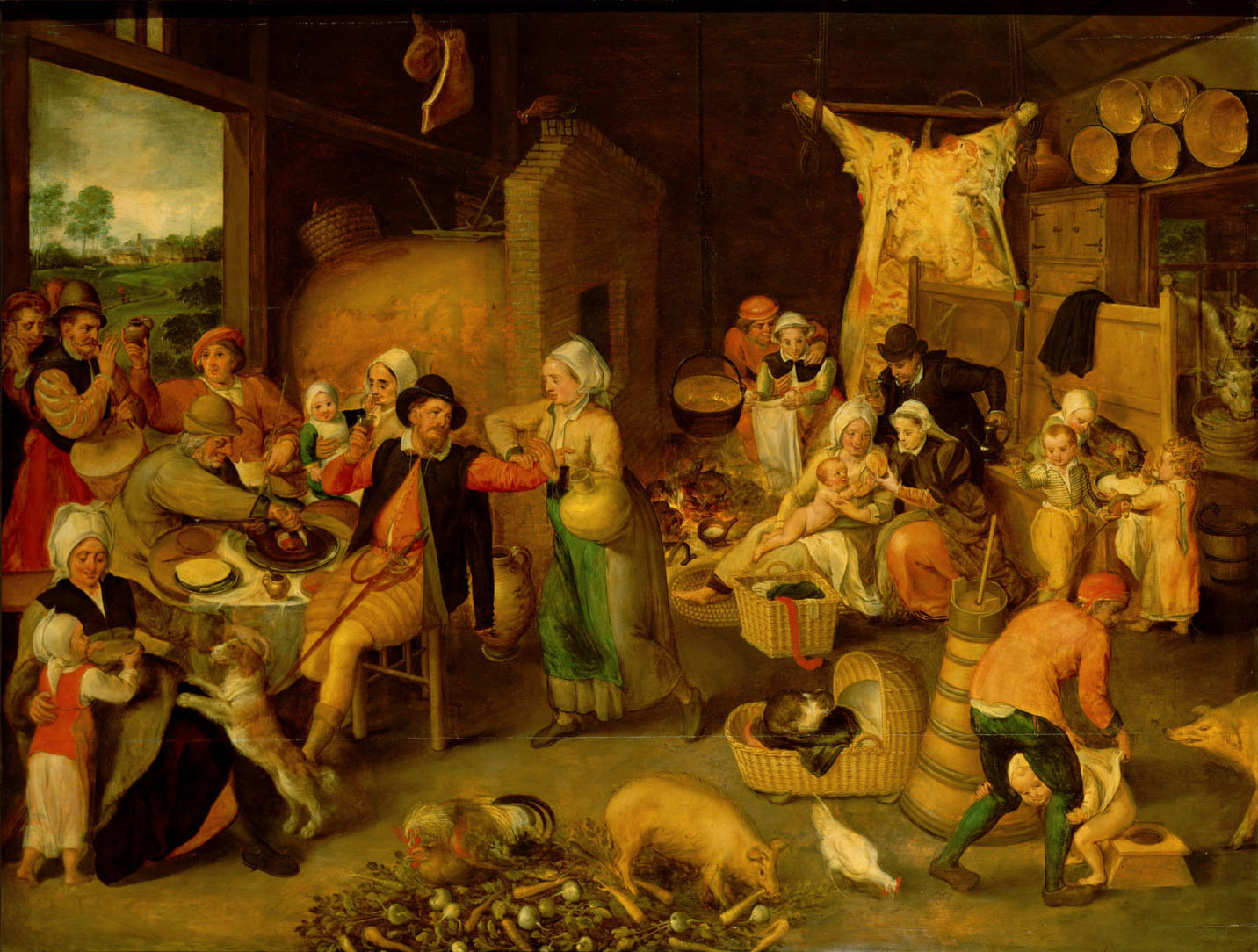
Vlaams interieur, Kunsthistorisches Museum, Wenen

Marten van Cleve, (Antwerpen, 1527 - aldaar, 1581) is een Zuid-Nederlands kunstschilder. Zijn naam komt ook voor als "Maarten, Martin" of "van Cleef, Cleeff". Hij is de vader van Marten van Cleve de Jonge. Hij was een telg uit een schildersfamilie, want ook zijn broers Hendrick, een landschapsschilder, en zijn broer Willem (van wie geen werk bewaard is gebleven) werden samen met hem als 'meesterzoon' in 1551 opgenomen in het Sint-Lucasgilde. Uit het [Schilder-boeck] van Karel van Mander weten we dat hij daarna werkzaam was in het atelier van Frans Floris.

## Werk
Het weinige werk dat met zekerheid aan hem kan worden toegeschreven - hij tekende met het monogram MVC - sluit qua stijl en compositie aan bij het werk van Floris. Voor zijn thema's ging hij vaak te rade bij Joachim Beuckelaer en Pieter Bruegel de Oude. Hij wordt dan ook in de kunstliteratuur vaak met het werk van die laatste geassocieerd. Het oeuvre dat aan de meester wordt toegeschreven is dan ook een allegaartje geworden van taferelen uit het boerenleven en genrescènes uit het derde kwart van de 16e eeuw. Maar deze meester verdient beter dan het etiket 'Bruegelepigoon' dat hem werd opgekleefd. Zijn eigen werk toont een doordachte opbouw en is vloeiend geschilderd. De achtergrond van zijn historische werken zijn vaak geschilderd door zijn broer Hendrick III.
Volgens Van Mander zou Marten van Cleve  personages geschilderd hebben in de werken van 'fray landtschap-makers' onder andere voor Gillis van Coninxloo. Hij zou ook op dezelfde wijze hebben samengewerkt met zijn broer Hendrick.

## Werken
Hierbij de lijst van enkele door Marten van Cleve gemonogrammeerde werken.
- Interieur met opengespalkt rund, 1566, Kunsthistorisches Museum, Wenen.Het zegenen van het echtelijk bedDe viering van de Halfvastenfeesten, 1527-1577, uit de collectie van The Phoebus Foundation

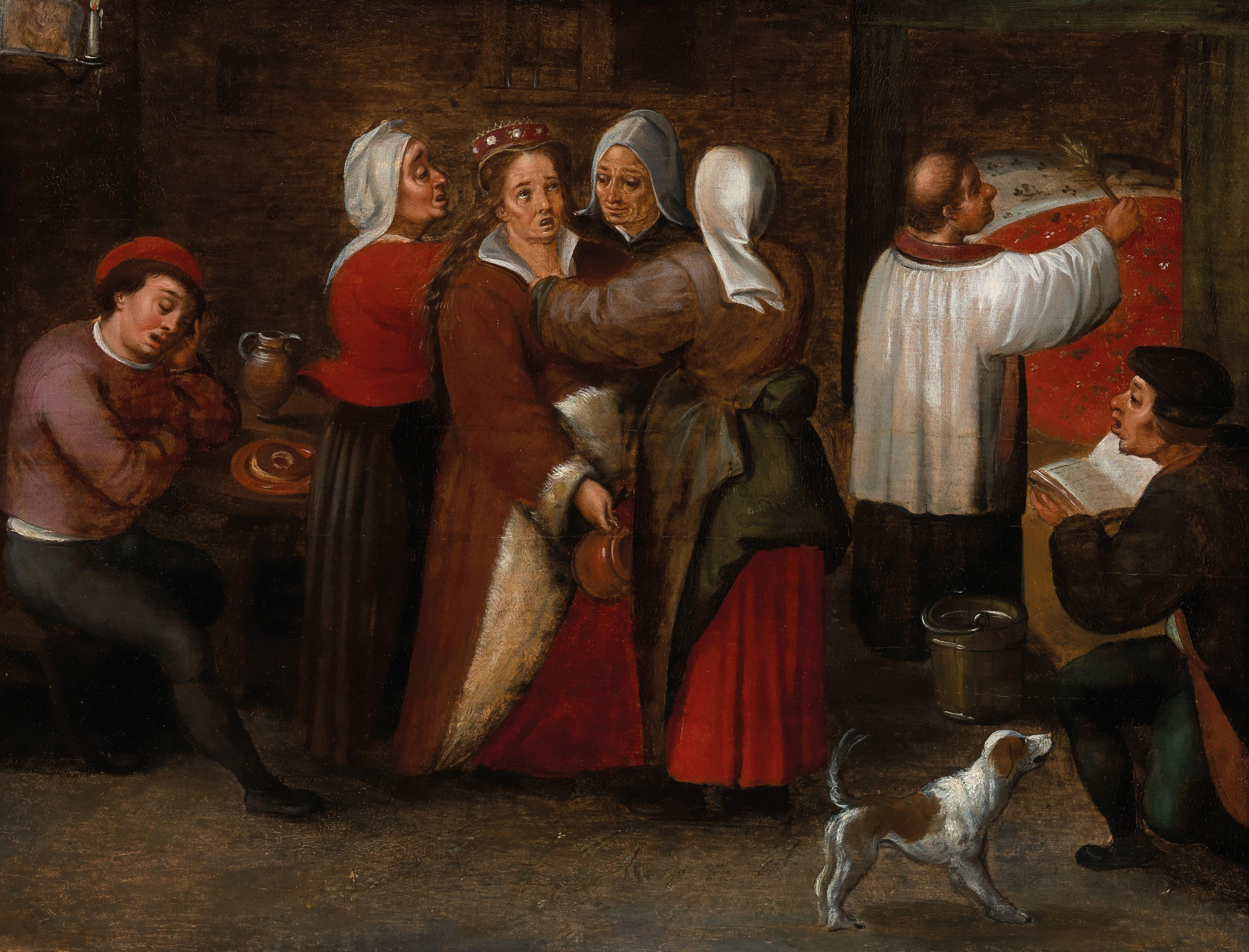
Het zegenen van het echtelijk bed

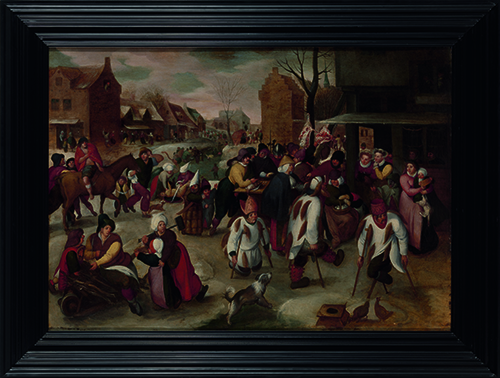
De viering van de Halfvastenfeesten, 1527-1577, uit de collectie van The Phoebus Foundation

- Stadsgezicht met verklede kreupelen tijdens carnaval, 1579, Hermitage, Sint-Petersburg
- Bezoek bij de min, 1572, Städel Museum, Frankfurt am Main
- Vlaams interieur, Kunsthistorisches Museum, Wenen (zonder monogram maar stilistisch zeer vergelijkbaar met het Interieur met opengespalkt rund).[5]